# Białożewin
Białożewin – wieś w Polsce położona w województwie kujawsko-pomorskim, w powiecie żnińskim, w gminie Żnin.
Wieś duchowna Białowieżyno, własność arcybiskupstwa gnieźnieńskiego, pod koniec XVI wieku leżała w powiecie nakielskim województwa kaliskiego. W latach 1975–1998 miejscowość administracyjnie należała do województwa bydgoskiego. Według Narodowego Spisu Powszechnego (III 2011 r.) liczyła 447 mieszkańców. Jest piątą co do wielkości miejscowością gminy Żnin.